# Thiago Motta
Thiago Motta (São Bernardo do Campo, 28 agosto 1982) è un allenatore di calcio ed ex calciatore brasiliano naturalizzato italiano, di ruolo centrocampista. Con la nazionale italiana è diventato vicecampione d'Europa nel 2012.
Cresciuto nel Barcellona, ha esordito per i Blaugrana nel 2001, restandovi fino al 2007 e vincendo due campionati spagnoli, due Supercoppe spagnole e una UEFA Champions League. Nel biennio 2007-2009 ha giocato prima per l'Atlético Madrid e poi per il Genoa. Dal 2009 al 2012 veste, invece, la maglia dell'Inter, conquistando un campionato italiano, due Coppe Italia, una UEFA Champions League e una Coppa del mondo per club FIFA. Tra il 2012 e il 2019, anno del suo ritiro dal calcio giocato, milita nel Paris Saint-Germain, dove vince cinque campionati francesi, cinque Coppe di Lega francese, quattro Coppe di Francia e cinque Supercoppe francesi.
Conclusa la carriera da calciatore, intraprende quella di tecnico. Dopo una breve esperienza con il Genoa (2019), nel 2021-22 allena lo Spezia, con cui ottiene una salvezza in massima serie. Nel 2022 assume l'incarico sulla panchina del Bologna, con cui nella stagione 2023-2024 raggiunge la qualificazione in Champions League, riportando i felsinei nella massima competizione europea per club dopo 60 anni. A fine stagione passa alla guida della Juventus, dove resta solo nove mesi.

## Biografia
Thiago Motta possiede la cittadinanza italiana per discendenza: il padre, Carlo Roberto Motta, di origini italiane da parte di padre e di madre - questa nata proprio da cittadini italiani - si adoperò per fargli ottenere il passaporto italiano a 17 anni. Agli inizi del XX secolo infatti il bisnonno di Thiago Motta, Fortunato Fogagnolo, un giovane bracciante e operaio nato nel 1897, partì in cerca di fortuna da Polesella, in provincia di Rovigo, per il Sud America.

## Caratteristiche tecniche

### Giocatore
Era un centrocampista che ricopriva il ruolo di regista. Essenziale nelle giocate, sia nella fase difensiva che nel gioco d'attacco, era dotato di tecnica, forza fisica e prontezza negli inserimenti senza palla, pur difettando in velocità. Preciso nei passaggi, duttile e disciplinato tatticamente, tra le sue doti figuravano anche un buon tiro dalla distanza e l'abilità nel gioco aereo. La sua carriera è stata condizionata da vari gravi infortuni.

### Allenatore
In panchina si dimostra un tecnico che predilige un calcio offensivo e un'impostazione che parte dalla difesa. Sono per lui importanti anche il pressing alto, il possesso palla prolungato, il gioco palla a terra e i movimenti senza palla. Ha utilizzato spesso i moduli 4-3-3, 4-2-3-1 e 4-1-4-1.

## Carriera

### Giocatore

#### Club

##### Gli inizi
Motta incomincia la sua carriera al Clube Atlético Ypiranga (CAY). Lasciato il CAY, si unisce alla Juventus-SP, squadra brasiliana del quartiere Mooca di San Paolo fondata da emigrati italiani. Ed è proprio alla Juventus-SP che Thiago ha la prima possibilità di diventare un giocatore professionista. La Juventus-SP è l'unico club del Brasile dove Motta ha giocato ed è molto grato per quello che il club ha fatto per lui all'inizio della sua carriera:
Mentre giocava per la Juventus-SP, Motta è stato convocato per la nazionale brasiliana Under 17 per disputare il Torneo di Tolone, in Francia, dove viene notato dagli osservatori del Barcellona.

##### Barcellona
Nel 1999 viene ingaggiato dal Barcellona su consiglio di Llorenç Serra Ferrer, allora direttore tecnico del club. Gioca le sue prime tre stagioni con la squadra B, facendo qualche apparizione in prima squadra nelle amichevoli. Thiago debutta al Camp Nou sotto gli ordini di Carles Rexach, il 3 ottobre 2001, contro il Maiorca, in un incontro vinto dai blaugrana per 3-0. Mentre nella squadra B giocava in posizioni offensive, in prima squadra Rexach lo sposta a centrocampo, dove sforna ottime prestazioni, in particolare nel Clásico contro il Real Madrid, marcando Zinedine Zidane.
Dopo questa partita diventa un pilastro del centrocampo del Barcellona, grazie alla sua polivalenza e alla sua condizione di giocatore comunitario in virtù del passaporto italiano. Verso la fine della stagione 2002-2003, allenato da Radomir Antić, Motta si impone come uno dei giocatori più presenti nel club catalano, giocando 26 partite e segnando un gol contro la Real Sociedad. La stagione 2004-2005 vede l'italo-brasiliano, l'11 settembre 2004, rompersi i legamenti del ginocchio destro durante una partita contro il Siviglia. A seguito di questo infortunio, Motta perde spazio tra i titolari.

##### Atlético Madrid
Nell'estate del 2007 passa all'Atlético Madrid. All'inizio della stagione, durante un allenamento, si rompe il menisco interno del ginocchio sinistro. Pur tornando in campo a metà novembre, i problemi fisici continuano a tormentarlo, ponendo fine alla sua stagione già a fine febbraio; dopo aver collezionato appena 10 presenze tra campionato e coppe, la dirigenza dell'Atlético decide di non rinnovargli il contratto firmato l'estate precedente, sicché il giocatore, a fine anno, si ritrova svincolato.

##### Genoa
Concluso senza successo un periodo di prova al Portsmouth, il 14 settembre 2008 si trasferisce al Genoa. Esordisce in Serie A con la maglia rossoblù il 19 ottobre in Genoa-Siena (1-0), entrando al 15'; 10 giorni dopo, il 29 ottobre, sigla la sua prima rete nel campionato italiano nella vittoria casalinga per 2-1 sul Cagliari. L'11 aprile segna la sua prima doppietta, contro la Juventus.
La stagione del Genoa, trascinato dalla regia di Thiago Motta e dai goal di Diego Milito, è di ottimo livello, tanto da permettere ai rossoblù di qualificarsi per l'Europa League, mancando solo per il bilancio sfavorevole negli scontri diretti con la Fiorentina l'approdo in Champions League.

##### Inter

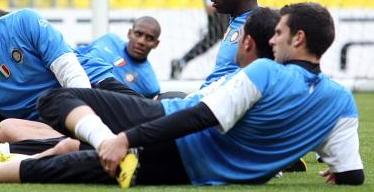
Motta (primo da destra) durante un allenamento con l' nel 2010

Il 20 maggio 2009 il presidente del Genoa, Enrico Preziosi, preannuncia la cessione sia di Motta sia di Milito all'Inter per la stagione 2009-2010: il trasferimento del brasiliano viene formalizzato il successivo 1º luglio, a fronte di un esborso di circa 9 milioni di euro. Questo movimento di mercato è stato peraltro al centro di un'inchiesta, in quanto Preziosi, inibito, non poteva trattare la cessione in prima persona, cosa da lui dichiarata.
Esordisce in maglia nerazzurra nella Supercoppa italiana persa contro la Lazio per 1-2. Il 23 agosto seguente arriva anche il suo esordio in campionato contro il Bari, incontro poi finito 1-1; sei giorni dopo, durante il derby di Milano terminato 4-0, segna il suo primo gol in maglia nerazzurra. Il 3 aprile 2010 realizza la prima doppietta nella gara interna contro il Bologna. Il 5 maggio arriva il suo primo trofeo in Italia: è la Coppa Italia vinta in finale, allo Stadio Olimpico, contro la Roma. Il 16 maggio vince lo scudetto, conquistato dopo la gara contro il Siena.
Il 28 aprile, durante la semifinale di Champions League contro il Barcellona, viene espulso per una manata: l'Inter è costretta a giocare il resto della partita in inferiorità numerica, ma riesce a qualificarsi ugualmente per la finale. Il 22 maggio 2010 conquista il treble, con la Champions League vinta 2-0 in finale contro il Bayern Monaco. Chiude il 2010 con la vittoria nella Coppa del mondo per club FIFA, nonostante la sconfitta subita nella finale di Supercoppa UEFA a Monte Carlo contro l'Atlético Madrid. Il 29 maggio 2011, dopo una stagione costellata da numerosi infortuni, vince la Coppa Italia, battendo in finale il Palermo per 3-1. Con la maglia nerazzurra ha raccolto 83 presenze, realizzando 12 gol e vincendo 6 titoli: uno scudetto, una UEFA Champions League, una Coppa del mondo per club FIFA, 2 Coppe Italia e una Supercoppa italiana.

##### Paris Saint-Germain e ritiro

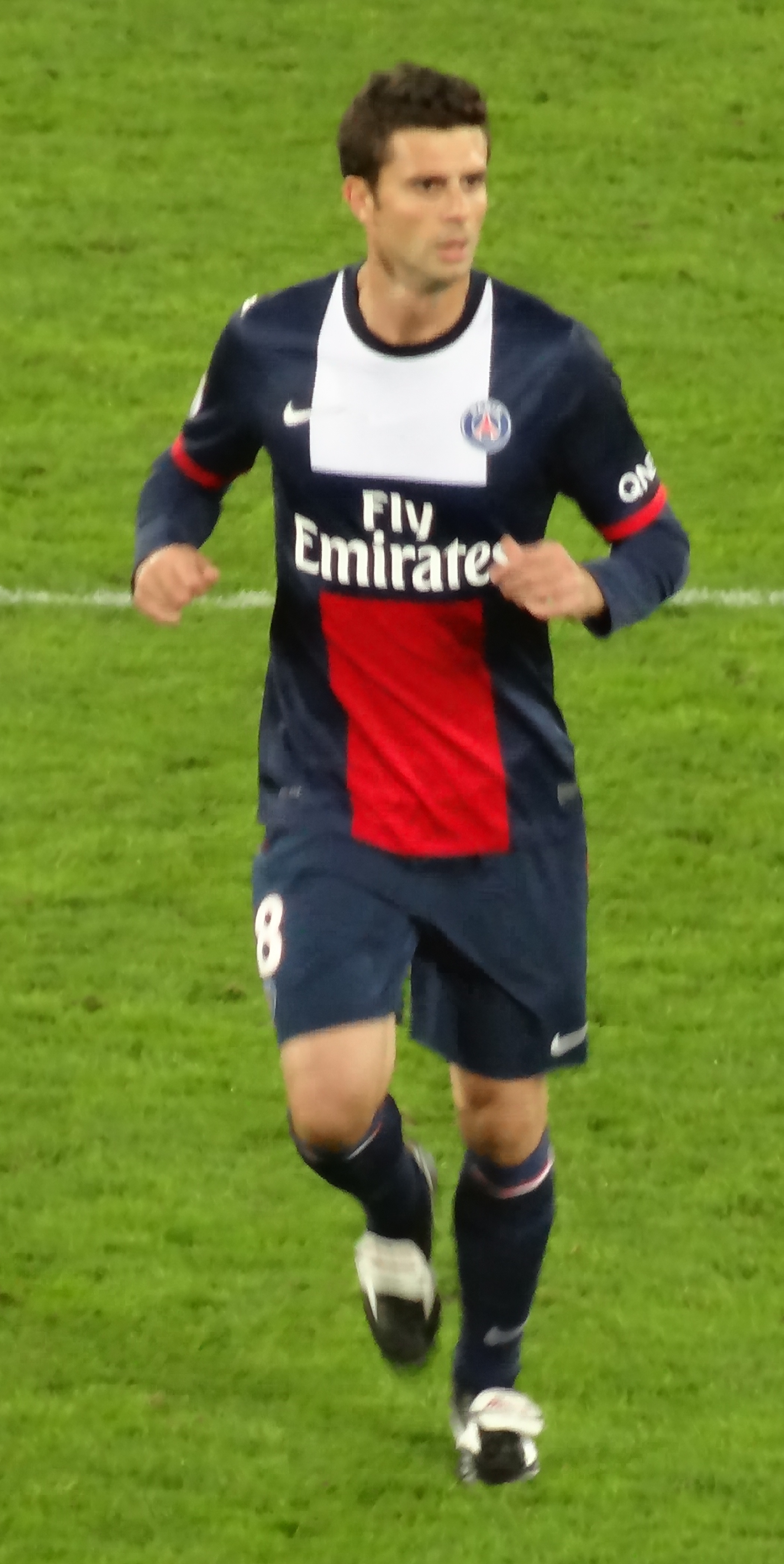
Motta al nel 2013

Il 31 gennaio 2012 viene ceduto al Paris Saint-Germain per 11,5 milioni di euro; durante la presentazione ufficiale ha rivelato che la sua è stata una scelta personale e professionale, dettata da un bisogno di cambiamento, ribadendo anche la sua decisione, comunicata al presidente interista Massimo Moratti, di voler essere ceduto.
Esordisce nel campionato francese il 4 febbraio, contro l'Évian TG; il 22 aprile segna il suo primo gol, nella partita contro il Sochaux. Nella stagione 2012-13, sotto la guida di Carlo Ancelotti, fatica a trovare spazio: a centrocampo, il tecnico italiano gli preferisce spesso un trio formato da Javier Pastore, Blaise Matuidi e Marco Verratti. Vince comunque il campionato, pur collezionando solo 15 presenze.
L'anno seguente ritrova un posto da titolare grazie agli schemi di gioco adottati da Laurent Blanc; in agosto vince la Supercoppa di Francia e il 17 settembre segna la sua prima doppietta in Champions League, sul campo dell'Olympiacos. Al termine della stagione conquista il suo secondo titolo francese consecutivo, cui ne seguiranno altri tre negli anni seguenti.
A maggio 2018 annuncia di volersi ritirare al termine della stagione per intraprendere la carriera di allenatore, dopo aver messo a referto in sei anni e mezzo con il PSG 231 presenze e 12 gol, vincendo 19 titoli.
Complessivamente in carriera ha giocato più di 600 partite tra club e nazionale, vincendo 30 trofei.

#### Nazionale

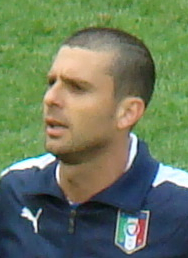
Motta durante l'inno nazionale prima della partita contro la, valida per la fase a gironi del

Thiago Motta è stato convocato dalla nazionale maggiore brasiliana, scendendo in campo due volte, entrambe alla CONCACAF Gold Cup 2003, piazzandosi al secondo posto. In precedenza ha fatto parte della rappresentativa Under-17 e dell'Under-23.
Dopo il suo trasferimento al Genoa e le sue ottime prestazioni in campionato, è stata ipotizzata la sua convocazione, alla quale il giocatore si è dichiarato disponibile, nella nazionale italiana, con la quale avrebbe potuto giocare data la doppia nazionalità. Il 6 febbraio 2011 viene convocato in nazionale dal CT Cesare Prandelli per l'amichevole in programma contro con la Germania. Era stata messa in dubbio la sua disponibilità a vestire la maglia azzurra a causa del suo impiego nella CONCACAF Gold Cup 2003 con l'Under-23 brasiliana.
L'autorizzazione definitiva è arrivata dalla FIFA poco prima della convocazione, in virtù dell'articolo 18 dello Statuto della Federazione Internazionale. Ha quindi esordito con la maglia dell'Italia il 9 febbraio 2011, a 28 anni, nella partita pareggiata 1-1 contro la Germania svoltasi a Dortmund. Il 25 marzo ha realizzato la sua prima rete in nazionale, decisiva per la vittoria (1-0) contro la Slovenia in una gara valevole per le qualificazioni al campionato d'Europa 2012.
Ha partecipato quindi nell'estate 2012 alla fase finale dell'europeo, nel quale la nazionale è arrivata alla finale, persa 4-0 contro la Spagna. Entrato nel secondo tempo della finale, deve uscire dal campo dopo solo 3 minuti di gioco, a causa di uno stiramento muscolare, lasciando l'Italia in dieci uomini per tutto il resto della partita: Motta è stato il giocatore rimasto in campo per meno tempo in una finale di un europeo di calcio.
Viene convocato da Prandelli anche per il campionato del mondo 2014, dove scende in campo nelle 3 partite disputate dall'Italia, che viene eliminata nella fase a gironi.
Dopo quasi 2 anni di assenza dalla nazionale, viene nuovamente convocato dal CT Antonio Conte per le partite amichevoli contro Spagna e Germania del 24 e 29 marzo 2016, nelle quali viene schierato come titolare. Conte lo convoca anche per il campionato d'Europa 2016 in Francia, dove disputa quattro partite (non ha potuto disputare la quinta contro la Germania ai quarti per squalifica), dando l'addio alla Nazionale al termine della rassegna europea.

### Allenatore

#### Gli esordi
Il 18 luglio 2018 diventa l'allenatore della formazione Under-19 del Paris Saint-Germain. Il 27 settembre seguente ottiene la qualifica UEFA di primo livello. Al termine della stagione lascia l'incarico di comune accordo con il club parigino, nonostante il secondo posto in classifica e il raggiungimento degli ottavi di finale della Youth League.

#### Genoa e Spezia
Il 22 ottobre 2019, a 37 anni, viene nominato nuovo tecnico del Genoa, squadra in cui aveva militato per un anno da giocatore, subentrando a Aurelio Andreazzoli. Quattro giorni più tardi fa il suo esordio da allenatore professionista nella gara di Serie A vinta per 3-1 contro il Brescia allo Stadio Luigi Ferraris; tutte le reti dei rossoblù vengono realizzate da tre subentranti diversi, record nella storia della Serie A. Dopo 10 partite, in cui ottiene solo 2 vittorie (contando anche la Coppa Italia, in cui ha vinto 3-2 sull'Ascoli) e con la squadra all'ultimo posto in classifica, il 28 dicembre 2019 viene esonerato.
Nel settembre 2020 ottiene l'abilitazione come allenatore professionista di Prima categoria - UEFA Pro, con una valutazione di 108/110.
L'8 luglio 2021 viene nominato nuovo tecnico dello Spezia, in Serie A. Alla guida dei liguri, Motta ottiene la salvezza con una giornata d'anticipo, vincendo in casa dell'Udinese (3-2), e chiude al quintultimo posto. In stagione gli aquilotti si tolgono anche la soddisfazione di vincere in casa del Milan (2-1) e del Napoli (1-0). Nonostante la permanenza in massima serie, al termine del campionato Motta e il club ligure trovano l'accordo per la risoluzione del contratto.

#### Bologna

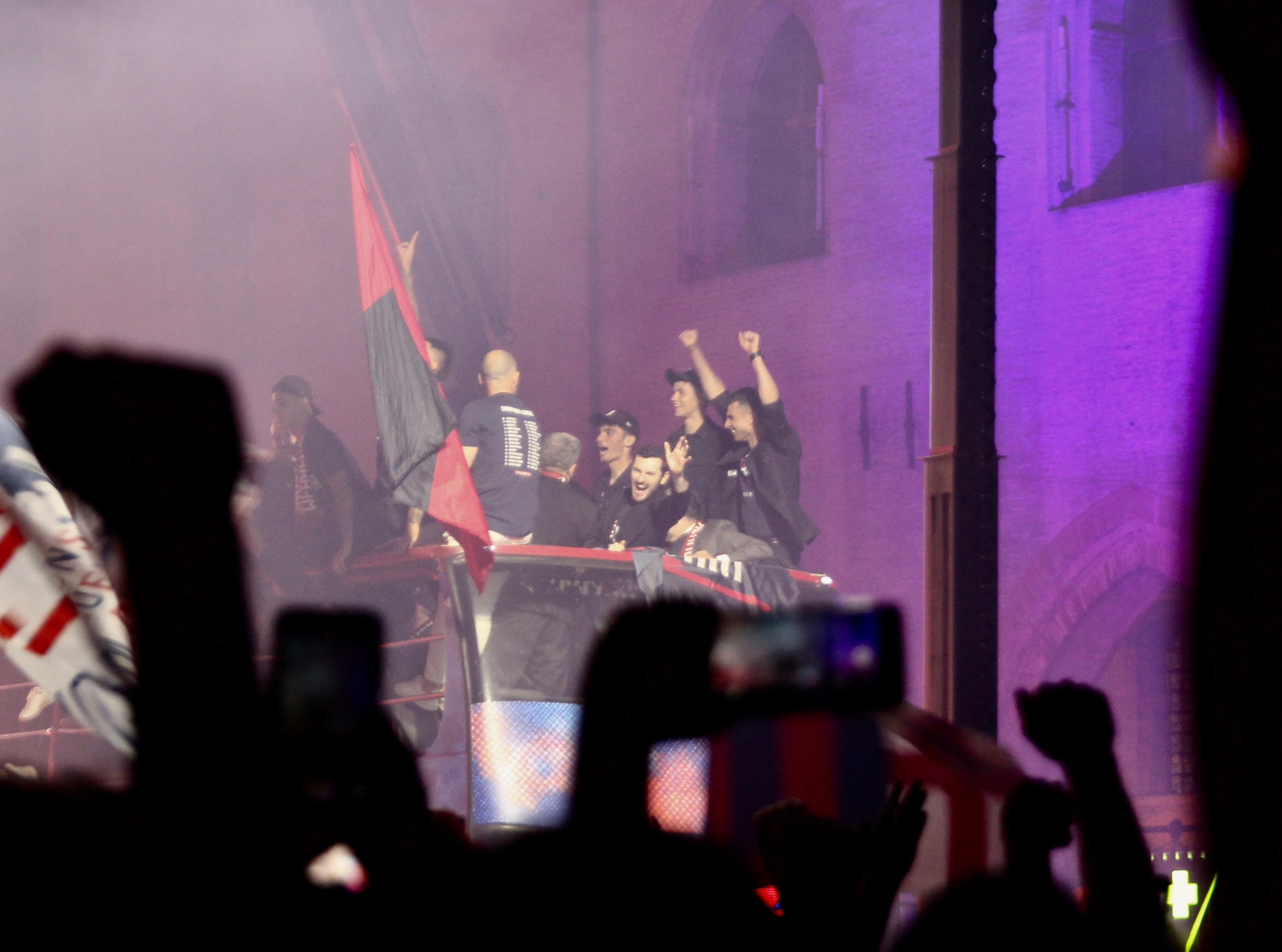
Motta festeggia la qualificazione in UEFA Champions League con i giocatori del al termine della stagione 2023-2024

Il 12 settembre 2022 Motta viene chiamato ad allenare il Bologna, in quel momento dodicesimo con sei punti dopo altrettante partite disputate, subentrando all'esonerato Siniša Mihajlović. Dopo tre sconfitte e un pareggio e dopo aver battuto il Cagliari ai sedicesimi di Coppa Italia, il 23 ottobre arriva la prima vittoria in campionato contro il Lecce (2-0). Avendo collezionato tre vittorie in quattro partite nel mese di febbraio, tra le quali una contro l'Inter (1-0), Motta viene premiato come miglior allenatore del mese dalla Lega Serie A. La squadra rossoblù termina il campionato al nono posto con 54 punti (all'epoca record societario di punti), di cui 48 in 32 partite sotto la gestione Motta, frutto di 13 vittorie, 9 pareggi e 10 sconfitte.
Nella stagione successiva, Motta guida ancora il Bologna in un campionato ben al di sopra delle aspettative iniziali, con l'allenatore che viene anche insignito per ben due mesi di fila del titolo MVC del mese, e che si conclude al quinto posto della classifica, piazzamento che vale la qualificazione alla UEFA Champions League, la prima per la squadra felsinea dopo 60 anni. Nel maggio del 2024 viene annunciato che il tecnico non avrebbe rinnovato il proprio contratto in scadenza, lasciando così il club al termine della stagione; siede per l'ultima volta sulla panchina rossoblù il 24 maggio seguente, perdendo per 2-0 in casa del Genoa.

#### Juventus
Il 12 giugno 2024 viene nominato nuovo allenatore della Juventus con contratto triennale da cinque milioni di Euro netti a stagione. Esordisce alla guida della squadra bianconera il successivo 19 agosto, vincendo per 3-0 contro il Como nella prima giornata della Serie A 2024-2025.
Il 3 gennaio 2025 viene eliminato dal Milan nella semifinale della Supercoppa Italiana in Arabia Saudita. Il 18 febbraio 2025 non riesce ad evitare l’eliminazione della sua squadra dai play-off di Champions League ad opera del PSV Eindhoven con una sconfitta complessiva per 4-3. Il 26 febbraio 2025 è eliminato anche dalla Coppa Italia, sconfitto in casa ai tiri di rigore dall'Empoli, terz'ultimo in classifica in Serie A, per 2-4.
Il 23 marzo 2025, a seguito di due sconfitte consecutive, lo 0-4 casalingo subito dall'Atalanta e il 3-0 sul campo della Fiorentina e con la squadra al quinto posto in classifica, viene esonerato dalla società e sostituito da Igor Tudor.

## Statistiche

### Presenze e reti nei club
| Stagione                   | Squadra                    | Campionato                 | Campionato | Campionato | Coppe nazionali | Coppe nazionali | Coppe nazionali | Coppe continentali | Coppe continentali | Coppe continentali | Altre coppe | Altre coppe | Altre coppe | Totale | Totale |
| Stagione                   | Squadra                    | Comp                       | Pres       | Reti       | Comp            | Pres            | Reti            | Comp               | Pres               | Reti               | Comp        | Pres        | Reti        | Pres   | Reti   |
| -------------------------- | -------------------------- | -------------------------- | ---------- | ---------- | --------------- | --------------- | --------------- | ------------------ | ------------------ | ------------------ | ----------- | ----------- | ----------- | ------ | ------ |
| 1999-2000                  | Barcellona B               | SDB                        | 33         | 2          | -               | -               | -               | -                  | -                  | -                  | -           | -           | -           | 33     | 2      |
| 2000-2001                  | Barcellona B               | SDB                        | 29         | 5          | -               | -               | -               | -                  | -                  | -                  | -           | -           | -           | 29     | 5      |
| 2001-2002                  | Barcellona B               | SDB                        | 16+6       | 4+1        | -               | -               | -               | -                  | -                  | -                  | -           | -           | -           | 22     | 5      |
| Totale Barcellona B        | Totale Barcellona B        | Totale Barcellona B        | 78+6       | 11+1       |                 | -               | -               |                    | -                  | -                  |             | -           | -           | 84     | 12     |
| 2001-2002                  | Barcellona                 | PD                         | 18         | 1          | CR              | 1               | 0               | UCL                | 7                  | 0                  | -           | -           | -           | 26     | 1      |
| 2002-2003                  | Barcellona                 | PD                         | 21         | 3          | CR              | 1               | 0               | UCL                | 13                 | 2                  | -           | -           | -           | 35     | 5      |
| 2003-2004                  | Barcellona                 | PD                         | 20         | 1          | CR              | 1               | 0               | CU                 | 5                  | 1                  | -           | -           | -           | 26     | 2      |
| 2004-2005                  | Barcellona                 | PD                         | 8          | 0          | CR              | 0               | 0               | UCL                | 0                  | 0                  | -           | -           | -           | 8      | 0      |
| 2005-2006                  | Barcellona                 | PD                         | 15         | 1          | CR              | 1               | 1               | UCL                | 7                  | 0                  | SS          | 0           | 0           | 23     | 2      |
| 2006-2007                  | Barcellona                 | PD                         | 14         | 0          | CR              | 4               | 0               | UCL                | 6                  | 0                  | SS+SU+Cmc   | 2+1+2       | 0           | 29     | 0      |
| Totale Barcellona          | Totale Barcellona          | Totale Barcellona          | 96         | 6          |                 | 8               | 1               |                    | 38                 | 3                  |             | 5           | 0           | 147    | 10     |
| 2007-2008                  | Atlético Madrid            | PD                         | 6          | 0          | CR              | 2               | 0               | CU                 | 2                  | 0                  | -           | -           | -           | 10     | 0      |
| 2008-2009                  | Genoa                      | A                          | 27         | 6          | CI              | 0               | 0               | -                  | -                  | -                  | -           | -           | -           | 27     | 6      |
| 2009-2010                  | Inter                      | A                          | 26         | 4          | CI              | 5               | 0               | UCL                | 8                  | 0                  | SI          | 1           | 0           | 40     | 4      |
| 2010-2011                  | Inter                      | A                          | 19         | 4          | CI              | 3               | 0               | UCL                | 5                  | 1                  | SI+SU+Cmc   | 0+0+2       | 0           | 29     | 5      |
| 2011-gen. 2012             | Inter                      | A                          | 10         | 3          | CI              | 1               | 0               | UCL                | 2                  | 0                  | SI          | 1           | 0           | 14     | 3      |
| Totale Inter               | Totale Inter               | Totale Inter               | 55         | 11         |                 | 9               | 0               |                    | 15                 | 1                  |             | 4           | 0           | 83     | 12     |
| gen.-giu. 2012             | Paris Saint-Germain        | L1                         | 14         | 2          | CF+CdL          | 2+0             | 0               | UEL                | 0                  | 0                  | -           | -           | -           | 16     | 2      |
| 2012-2013                  | Paris Saint-Germain        | L1                         | 12         | 1          | CF+CdL          | 1+0             | 0               | UCL                | 2                  | 0                  | -           | -           | -           | 15     | 1      |
| 2013-2014                  | Paris Saint-Germain        | L1                         | 32         | 3          | CF+CdL          | 2+3             | 1+0             | UCL                | 9                  | 2                  | SF          | 1           | 0           | 47     | 6      |
| 2014-2015                  | Paris Saint-Germain        | L1                         | 27         | 0          | CF+CdL          | 2+2             | 0               | UCL                | 6                  | 0                  | SF          | 1           | 0           | 38     | 0      |
| 2015-2016                  | Paris Saint-Germain        | L1                         | 32         | 1          | CF+CdL          | 3+1             | 0               | UCL                | 9                  | 0                  | SF          | 0           | 0           | 45     | 1      |
| 2016-2017                  | Paris Saint-Germain        | L1                         | 30         | 0          | CF+CdL          | 4+2             | 1+0             | UCL                | 5                  | 0                  | SF          | 1           | 0           | 42     | 1      |
| 2017-2018                  | Paris Saint-Germain        | L1                         | 19         | 1          | CF+CdL          | 4+0             | 0               | UCL                | 4                  | 0                  | SF          | 1           | 0           | 28     | 1      |
| Totale Paris Saint-Germain | Totale Paris Saint-Germain | Totale Paris Saint-Germain | 166        | 8          |                 | 26              | 2               |                    | 35                 | 2                  |             | 4           | 0           | 231    | 12     |
| Totale carriera            | Totale carriera            | Totale carriera            | 434        | 43         |                 | 47              | 3               |                    | 90                 | 6                  |             | 13          | 0           | 584    | 52     |

### Cronologia presenze e reti in nazionale
| Cronologia completa delle presenze e delle reti in nazionale ― Italia | Cronologia completa delle presenze e delle reti in nazionale ― Italia | Cronologia completa delle presenze e delle reti in nazionale ― Italia | Cronologia completa delle presenze e delle reti in nazionale ― Italia | Cronologia completa delle presenze e delle reti in nazionale ― Italia | Cronologia completa delle presenze e delle reti in nazionale ― Italia | Cronologia completa delle presenze e delle reti in nazionale ― Italia | Cronologia completa delle presenze e delle reti in nazionale ― Italia |
| Data                                                                  | Città                                                                 | In casa                                                               | Risultato                                                             | Ospiti                                                                | Competizione                                                          | Reti                                                                  | Note                                                                  |
| --------------------------------------------------------------------- | --------------------------------------------------------------------- | --------------------------------------------------------------------- | --------------------------------------------------------------------- | --------------------------------------------------------------------- | --------------------------------------------------------------------- | --------------------------------------------------------------------- | --------------------------------------------------------------------- |
| 9-2-2011                                                              | Dortmund                                                              | Germania                                                              | 1 – 1                                                                 | Italia                                                                | Amichevole                                                            | -                                                                     | 81’                                                                   |
| 25-3-2011                                                             | Lubiana                                                               | Slovenia                                                              | 0 – 1                                                                 | Italia                                                                | Qual. Euro 2012                                                       | 1                                                                     |                                                                       |
| 10-8-2011                                                             | Bari                                                                  | Italia                                                                | 2 – 1                                                                 | Spagna                                                                | Amichevole                                                            | -                                                                     | 46’                                                                   |
| 2-9-2011                                                              | Tórshavn                                                              | Fær Øer                                                               | 0 – 1                                                                 | Italia                                                                | Qual. Euro 2012                                                       | -                                                                     | 73’                                                                   |
| 6-9-2011                                                              | Firenze                                                               | Italia                                                                | 1 – 0                                                                 | Slovenia                                                              | Qual. Euro 2012                                                       | -                                                                     | 46’                                                                   |
| 11-11-2011                                                            | Breslavia                                                             | Polonia                                                               | 0 – 2                                                                 | Italia                                                                | Amichevole                                                            | -                                                                     | 46’                                                                   |
| 29-2-2012                                                             | Genova                                                                | Italia                                                                | 0 – 1                                                                 | Stati Uniti                                                           | Amichevole                                                            | -                                                                     | 59’                                                                   |
| 1-6-2012                                                              | Zurigo                                                                | Italia                                                                | 0 – 3                                                                 | Russia                                                                | Amichevole                                                            | -                                                                     | 61’                                                                   |
| 10-6-2012                                                             | Danzica                                                               | Spagna                                                                | 1 – 1                                                                 | Italia                                                                | Euro 2012 - 1º turno                                                  | -                                                                     | 90’                                                                   |
| 14-6-2012                                                             | Poznań                                                                | Italia                                                                | 1 – 1                                                                 | Croazia                                                               | Euro 2012 - 1º turno                                                  | -                                                                     | 62’                                                                   |
| 18-6-2012                                                             | Poznań                                                                | Italia                                                                | 2 – 0                                                                 | Irlanda                                                               | Euro 2012 - 1º turno                                                  | -                                                                     |                                                                       |
| 28-6-2012                                                             | Varsavia                                                              | Germania                                                              | 1 – 2                                                                 | Italia                                                                | Euro 2012 - Semifinale                                                | -                                                                     | 63’                                                                   |
| 1-7-2012                                                              | Kiev                                                                  | Spagna                                                                | 4 – 0                                                                 | Italia                                                                | Euro 2012 - Finale                                                    | -                                                                     | 57’                                                                   |
| 6-9-2013                                                              | Palermo                                                               | Italia                                                                | 1 – 0                                                                 | Bulgaria                                                              | Qual. Mondiali 2014                                                   | -                                                                     |                                                                       |
| 10-9-2013                                                             | Torino                                                                | Italia                                                                | 2 – 1                                                                 | Rep. Ceca                                                             | Qual. Mondiali 2014                                                   | -                                                                     | 86’                                                                   |
| 11-10-2013                                                            | Copenaghen                                                            | Danimarca                                                             | 2 – 2                                                                 | Italia                                                                | Qual. Mondiali 2014                                                   | -                                                                     |                                                                       |
| 15-11-2013                                                            | Milano                                                                | Italia                                                                | 1 – 1                                                                 | Germania                                                              | Amichevole                                                            | -                                                                     | 80’                                                                   |
| 18-11-2013                                                            | Londra                                                                | Italia                                                                | 2 – 2                                                                 | Nigeria                                                               | Amichevole                                                            | -                                                                     | 53’                                                                   |
| 5-3-2014                                                              | Madrid                                                                | Spagna                                                                | 1 – 0                                                                 | Italia                                                                | Amichevole                                                            | -                                                                     | 62’                                                                   |
| 31-5-2014                                                             | Londra                                                                | Italia                                                                | 0 – 0                                                                 | Irlanda                                                               | Amichevole                                                            | -                                                                     | 62’                                                                   |
| 14-6-2014                                                             | Manaus                                                                | Inghilterra                                                           | 1 – 2                                                                 | Italia                                                                | Mondiali 2014 - 1º turno                                              | -                                                                     | 57’                                                                   |
| 20-6-2014                                                             | Recife                                                                | Italia                                                                | 0 – 1                                                                 | Costa Rica                                                            | Mondiali 2014 - 1º turno                                              | -                                                                     | 46’                                                                   |
| 24-6-2014                                                             | Natal                                                                 | Italia                                                                | 0 – 1                                                                 | Uruguay                                                               | Mondiali 2014 - 1º turno                                              | -                                                                     | 75’                                                                   |
| 24-3-2016                                                             | Udine                                                                 | Italia                                                                | 1 – 1                                                                 | Spagna                                                                | Amichevole                                                            | -                                                                     | 45’                                                                   |
| 29-3-2016                                                             | Monaco di Baviera                                                     | Germania                                                              | 4 – 1                                                                 | Italia                                                                | Amichevole                                                            | -                                                                     | 68’                                                                   |
| 6-6-2016                                                              | Verona                                                                | Italia                                                                | 2 – 0                                                                 | Finlandia                                                             | Amichevole                                                            | -                                                                     | 63’                                                                   |
| 13-6-2016                                                             | Lione                                                                 | Belgio                                                                | 0 – 2                                                                 | Italia                                                                | Euro 2016 - 1º turno                                                  | -                                                                     | 78’ 84’                                                               |
| 17-6-2016                                                             | Tolosa                                                                | Italia                                                                | 1 – 0                                                                 | Svezia                                                                | Euro 2016 - 1º turno                                                  | -                                                                     | 74’                                                                   |
| 22-6-2016                                                             | Lilla                                                                 | Italia                                                                | 0 – 1                                                                 | Irlanda                                                               | Euro 2016 - 1º turno                                                  | -                                                                     |                                                                       |
| 27-6-2016                                                             | Saint-Denis                                                           | Italia                                                                | 2 – 0                                                                 | Spagna                                                                | Euro 2016 - Ottavi di finale                                          | -                                                                     | 54’ 89’                                                               |
| Totale                                                                |                                                                       | Presenze                                                              | 30                                                                    |                                                                       | Reti                                                                  | 1                                                                     |                                                                       |

| Cronologia completa delle presenze e delle reti in nazionale ― Brasile | Cronologia completa delle presenze e delle reti in nazionale ― Brasile | Cronologia completa delle presenze e delle reti in nazionale ― Brasile | Cronologia completa delle presenze e delle reti in nazionale ― Brasile | Cronologia completa delle presenze e delle reti in nazionale ― Brasile | Cronologia completa delle presenze e delle reti in nazionale ― Brasile | Cronologia completa delle presenze e delle reti in nazionale ― Brasile | Cronologia completa delle presenze e delle reti in nazionale ― Brasile |
| Data                                                                   | Città                                                                  | In casa                                                                | Risultato                                                              | Ospiti                                                                 | Competizione                                                           | Reti                                                                   | Note                                                                   |
| ---------------------------------------------------------------------- | ---------------------------------------------------------------------- | ---------------------------------------------------------------------- | ---------------------------------------------------------------------- | ---------------------------------------------------------------------- | ---------------------------------------------------------------------- | ---------------------------------------------------------------------- | ---------------------------------------------------------------------- |
| 13-7-2003                                                              | Città del Messico                                                      | Messico                                                                | 1 – 0                                                                  | Brasile                                                                | Gold Cup 2003 - 1º turno                                               | -                                                                      | 54’                                                                    |
| 15-7-2003                                                              | Città del Messico                                                      | Brasile                                                                | 2 – 1                                                                  | Honduras                                                               | Gold Cup 2003 - 1º turno                                               | -                                                                      | 55’                                                                    |
| Totale                                                                 |                                                                        | Presenze                                                               | 2                                                                      |                                                                        | Reti                                                                   | 0                                                                      |                                                                        |

### Statistiche da allenatore
Statistiche aggiornate al 19 marzo 2025.
| Stagione        | Squadra         | Campionato      | Campionato | Campionato | Campionato | Campionato | Coppe nazionali | Coppe nazionali | Coppe nazionali | Coppe nazionali | Coppe nazionali | Coppe continentali | Coppe continentali | Coppe continentali | Coppe continentali | Coppe continentali | Altre coppe | Altre coppe | Altre coppe | Altre coppe | Altre coppe | Totale | Totale | Totale | Totale | % Vittorie | Piazzamento |
| Stagione        | Squadra         | Comp            | G          | V          | N          | P          | Comp            | G               | V               | N               | P               | Comp               | G                  | V                  | N                  | P                  | Comp        | G           | V           | N           | P           | G      | V      | N      | P      | %          | Piazzamento |
| --------------- | --------------- | --------------- | ---------- | ---------- | ---------- | ---------- | --------------- | --------------- | --------------- | --------------- | --------------- | ------------------ | ------------------ | ------------------ | ------------------ | ------------------ | ----------- | ----------- | ----------- | ----------- | ----------- | ------ | ------ | ------ | ------ | ---------- | ----------- |
| ott.-dic. 2019  | Genoa           | A               | 9          | 1          | 3          | 5          | CI              | 1               | 1               | 0               | 0               | -                  | -                  | -                  | -                  | -                  | -           | -           | -           | -           | -           | 10     | 2      | 3      | 5      | 20,00      | Sub., Eson. |
| 2021-2022       | Spezia          | A               | 38         | 10         | 6          | 22         | CI              | 2               | 1               | 0               | 1               | -                  | -                  | -                  | -                  | -                  | -           | -           | -           | -           | -           | 40     | 11     | 6      | 23     | 27,50      | 16º         |
| set. 2022-2023  | Bologna         | A               | 32         | 13         | 9          | 10         | CI              | 2               | 1               | 0               | 1               | -                  | -                  | -                  | -                  | -                  | -           | -           | -           | -           | -           | 34     | 14     | 9      | 11     | 41,18      | Sub., 9º    |
| 2023-2024       | Bologna         | A               | 38         | 18         | 14         | 6          | CI              | 4               | 3               | 1               | 0               | -                  | -                  | -                  | -                  | -                  | -           | -           | -           | -           | -           | 42     | 21     | 15     | 6      | 50,00      | 5º          |
| Totale Bologna  | Totale Bologna  | Totale Bologna  | 70         | 31         | 23         | 16         |                 | 6               | 4               | 1               | 1               |                    | -                  | -                  | -                  | -                  |             | -           | -           | -           | -           | 76     | 35     | 24     | 17     | 46,05      |             |
| 2024-mar. 2025  | Juventus        | A               | 29         | 13         | 13         | 3          | CI              | 2               | 1               | 1               | 0               | UCL                | 10                 | 4                  | 3                  | 3                  | SI+Cmc      | 1+0         | 0+0         | 0+0         | 1+0         | 42     | 18     | 17     | 7      | 42,86      | Eson.       |
| Totale carriera | Totale carriera | Totale carriera | 146        | 55         | 45         | 46         |                 | 11              | 7               | 2               | 2               |                    | 10                 | 4                  | 3                  | 3                  |             | 1           | 0           | 0           | 1           | 168    | 66     | 50     | 52     | 39,29      |             |

## Palmarès

### Giocatore

#### Club

##### Competizioni nazionali
- Campionato spagnolo: 2

Barcellona: 2004-2005, 2005-2006
- Supercoppa di Spagna: 2

Barcellona: 2005, 2006
- Campionato italiano: 1

Inter: 2009-2010
- Coppa Italia: 2

Inter: 2009-2010, 2010-2011
- Supercoppa italiana: 1

Inter: 2010
- Campionato francese: 5

Paris Saint-Germain: 2012-2013, 2013-2014, 2014-2015, 2015-2016, 2017-2018
- Supercoppa francese: 5

Paris Saint-Germain: 2013, 2014, 2015, 2016, 2017
- Coppa di Lega francese: 5

Paris Saint-Germain: 2013-2014, 2014-2015, 2015-2016, 2016-2017, 2017-2018
- Coppa di Francia: 4

Paris Saint-Germain: 2014-2015, 2015-2016, 2016-2017, 2017-2018

##### Competizioni internazionali
- UEFA Champions League: 2

Barcellona: 2005-2006
Inter: 2009-2010
- Coppa del mondo per club: 1

Inter: 2010

#### Individuale
- Gran Galà del calcio AIC: 1

Squadra dell'anno: 2011
- Trophées UNFP du football: 1

Squadra ideale della Ligue 1: 2014